# Winter Island, Nunavut
Winter Island är en ö i Kanada.   Den ligger i territoriet Nunavut, i den östra delen av landet, 2 400 km norr om huvudstaden Ottawa. Arean är 119 kvadratkilometer.
Terrängen på Winter Island är platt. Öns högsta punkt är 81 meter över havet. Den sträcker sig 17,5 kilometer i nord-sydlig riktning, och 18,8 kilometer i öst-västlig riktning.
Trakten runt Winter Island består i huvudsak av gräsmarker. Trakten runt Winter Island är nära nog obefolkad, med mindre än två invånare per kvadratkilometer.